# VDSt Halle-Wittenberg
Der VDSt Halle-Wittenberg ist eine am 10. Februar 1881 gegründete, farbenführende und nichtschlagende Studentenverbindung an der Martin-Luther-Universität Halle-Wittenberg. Sie führt die Farben schwarz-weiß-rot und ist Mitglied des Verbandes der Vereine Deutscher Studenten (Kyffhäuserverband).

## Geschichte

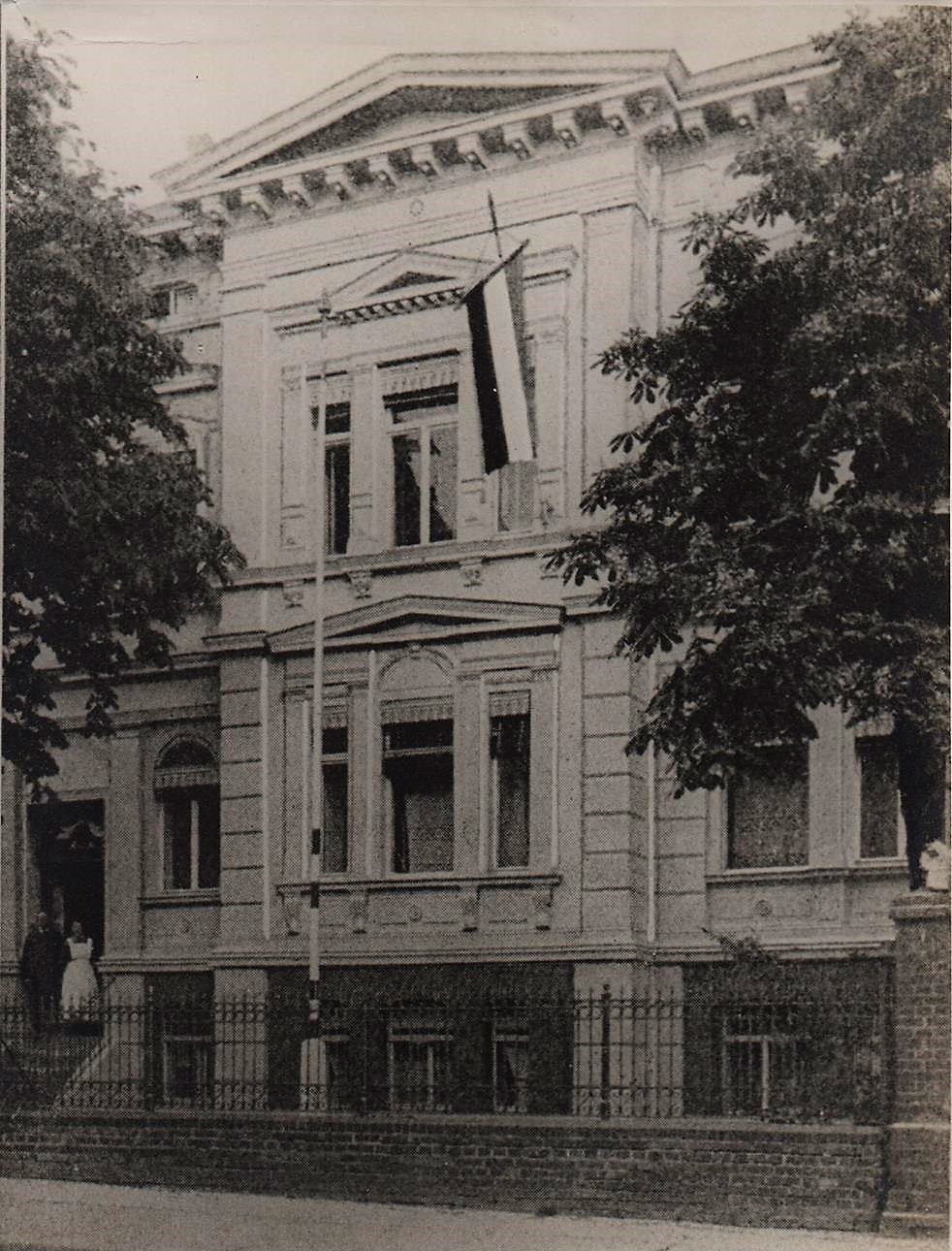
Haus des VDSt Halle-Wittenberg in der Wettiner Straße, ca. 1933

Der Verein deutscher Studenten Halle-Wittenberg wurde am 10. Februar 1881 in der Gaststätte zum „Goldenen Schiffchen“ gegründet. Ziel der Gründung der Verbindung war, sich von der weitestgehend unpolitischen Studentenschaft abzuheben. Zu Beginn dominierten Theologen die Aktivitas. Der Bund war neben den VDSt-Bünden aus Berlin, Leipzig, Breslau, Greifswald und Kiel an der Gründung des Verbandes der Vereine Deutscher Studenten (Kyffhäuserverband) beteiligt. Mit insgesamt etwa 800 Studenten fanden sich die Mitglieder des VDSt Halle-Wittenberg am 6. August 1881 zum ersten Kyffhäuserfest zusammen, zu dessen Anlass sich die anwesenden VDSt-Bünde zum Verband der Vereine Deutscher Studenten(Kyffhäuserverband (KV)) zusammenschlossen. Am 2. September 1888 wurde der Altherrenbund gegründet. Für den Verband der Vereine Deutscher Studenten (Kyffhäuserverband) übernahm der Bund in den Jahren 1882/83, 1883/84, 1893/94, 1905/06, 192/29 und 1934/35 den Vorort.
Im Sommersemester 1896 traten etwa zwei Dutzend Mitglieder aus der Verbindung aus, um die suspendierte farbentragende und schlagende Verbindung Salingia zu reaktivieren. Trotz dieses personellen Umbruchs hatte die Verbindung im Wintersemester 1896/97 den Vorsitz im Verband der nichtfarbentragenden Studentenschaft und dem Studentenausschuss inne. Im Jahr 1897 trat der VDSt dem Altdeutschen Verband, der Kolonialgesellschaft und dem Ostmarkenverein bei.
Im Sommersemester 1909 wurde ein Heimverein gegründet, welcher sich um ein Bundeshaus kümmern sollte und am 17. August 1910 den Kauf des Hauses in der Wettiner Straße beschloss. Während des Ersten Weltkrieges konnte das Verbindungsleben zwar aufrechterhalten werden, die Verbindung beklagte allerdings 62 Kriegstote. Während des Ersten Weltkrieges wurde das Bundeshaus einem Lazarett zur Verfügung gestellt. Nach Ende des Ersten Weltkrieges schloss sich der Bund den Regierungstruppen an und beteiligte sich an der Gründung des Hochschulrings Deutscher Art.

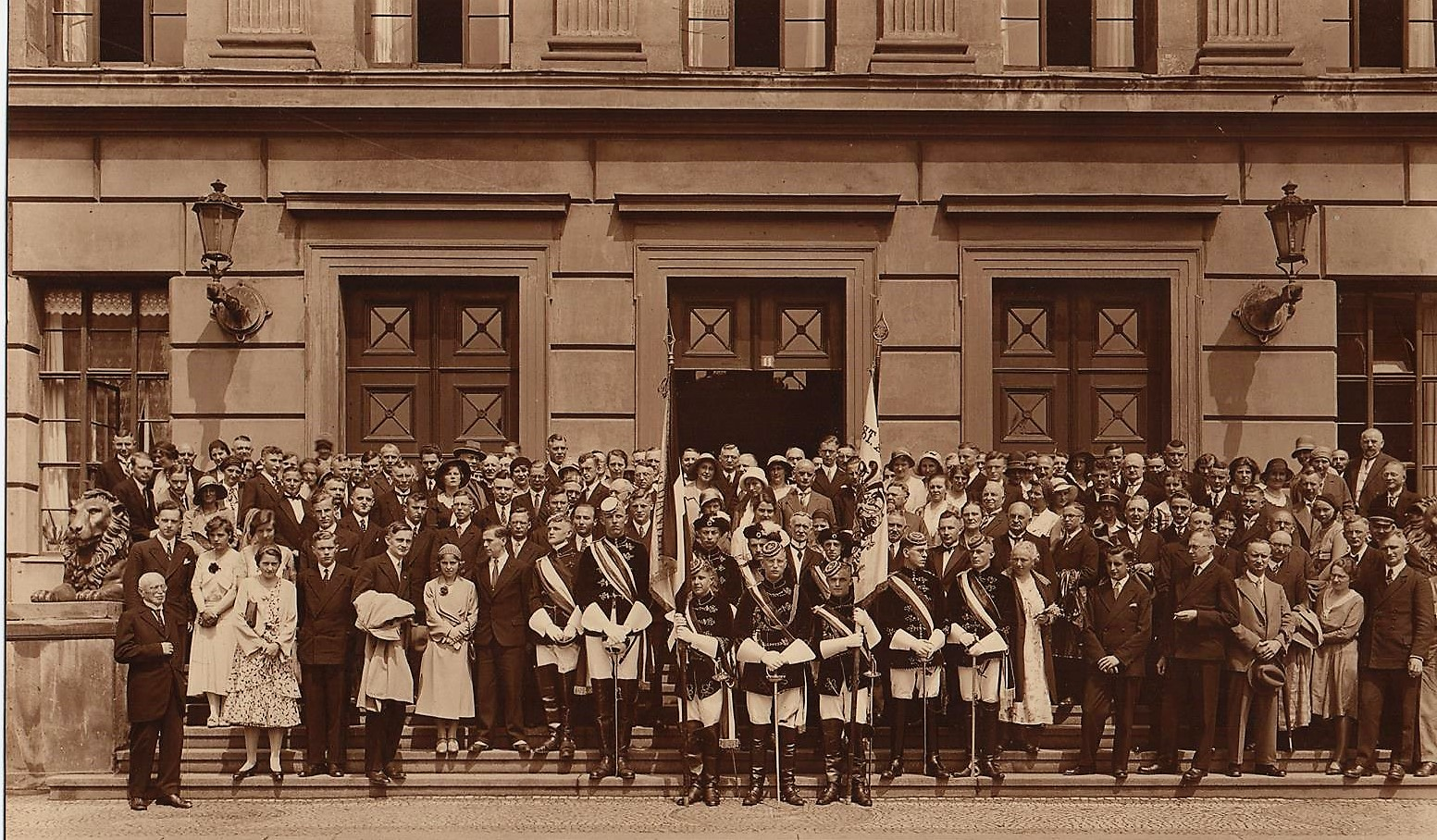
Bild vom 50. Stiftungsfest vor dem Löwengebäude der Martin-Luther-Universität

1931 zählte der VDSt Halle-Wittenberg 347 Alte Herren, 42 Aktive und Inaktive Studenten sowie 39 exmatrikulierte Mitglieder und auswärtige Inaktive. Im Sommer 1937 ging die Altherrenbund des VDSt Halle-Wittenberg im Zuge der Gleichschaltung der Studentenverbindungen in der Altherrenschaft der neuen Kameradschaft General Maercker auf, die nun an die Stelle der ehemaligen Aktivitas trat. In dieser wurden von Anfang an korporative Bräuche und Formen des VDSt Halle-Wittenberg weitergelebt. Der Altherrenbund der ATV Gothia Halle schloss sich der Altherrenschaft der Kameradschaft an.
Während sich in den westdeutschen Besatzungszonen nach dem Zweiten Weltkrieg bereits Anfang der 50er Jahre Verbindungen wiedergründen konnten, war dies unter sowjetischer Besatzungsmacht nicht möglich. Im Jahr 1956 zählte die Verbindung noch 81 Alte Herren. Nach Verhandlungen mit verschiedenen Bünden schloss sich der Altherrenbund im Jahr 1957 dem VDSt Münster an. Beide Altherrenbünde fusionierten am 30. Juni 1962 zum VDSt Münster Halle-Wittenberg.
Am 7. Dezember 1990 kam es in Halle (Saale) mit einem Kommers mit fast allen noch lebenden Alten Herren zur Wiedergründung des VDSt Halle-Wittenberg. Die 110. Verbandstagung in Münster nahm den VDSt Halle-Wittenberg mit damals 5 aktiven Studenten wieder in den Verband der Vereine Deutscher Studenten auf. Im Oktober 1991 wurde ein neues Haus in den Weingärten 30 gekauft, welches bis heute als Bundeshaus der Verbindung dient. Das Bundeshaus vor dem Zweiten Weltkrieg in der Karl-Liebknecht-Straße konnte nicht wieder in Besitz genommen werden. 2009 konnte das Grundstück bis hin zur Saale erweitert werden und die Verbindung nennt einen Teil der ältesten Badeanstalt an der Saale ihr Eigen. Noch bevor das frisch renovierte Bootshaus eingeweiht werden konnte, trat die Saale im Sommersemester 2013 8,10 m über die Ufer, überflutete das Saalegründstück und richtete starke Schäden an.

## Bekannte Mitglieder
- Friedrich Blass (1893), Altphilologe
- Albert Ewald (1891), Historiker und Forstwissenschaftler
- Johannes Ficker (1927), evangelischer Theologe
- Erich Haupt (1888), evangelischer Theologe
- Hermann Hering (1888), evangelischer Theologe
- Emil Kautzsch (1889), evangelischer Theologe und Hebraist
- Georg Maercker, Generalmajor, zu Lebzeiten Ehrenmitglied
- Reinhard Mumm, evangelischer Theologe und Politiker
- Johannes Lorentzen (1902), lutherischer Theologe
- Hans Ulrich Scupin, Jurist
- Karl Voretzsch (1919), Romanist

## Politische und gesellschaftliche Aktivität
In den vergangenen Jahren konnte die Verbindung unter anderem die ehemaligen Ministerpräsidenten des Landes Sachsen-Anhalts Wolfgang Böhmer und Christoph Bergner als Redner begrüßen. Zum Thema „Bildungsstandort Deutschland“ war im Sommersemester 2014 der Bundestagsabgeordnete Karamba Diaby (SPD) zu Gast. Der Europaabgeordnete Sven Schulze (CDU) referierte im Sommersemester 2015 zum Thema „Quo vadis EU?“. Im Wintersemester 2016/17 hielt der Bundestagsabgeordnete Marian Wendt (CDU) einen Vortrag zum Thema „Staat und Religion“.